# شاغلام
شاغلام یکی از شخصیت‌های سه‌گانهٔ کمیک گل‌آقا بود. شاغلام برخلاف دو شخصیت دیگر یعنی گل‌آقا و غضنفر بی‌سواد مادرزاد، تنها شخصیتی بود که شکل و تصویر داشت و کاریکاتورهای مختلفی از وی چاپ شده بود.
| یک زبان دارم دو تا دندان لق |  | می‌زنم تا می‌توانم حرف حق |

لقب شاغلام «عوام نادان» بود. شاغلام به‌ندرت حمام می‌کند و همواره با یک دست لباس در میان عوام ظاهر می‌شود. او دارای رنگ پوستی تیره و اصالتی هندو است. او نمایندهٔ قشر آسیب‌پذیر و دارای ظاهری مظلوم بود، با لباسی غیرمتعارف و سبیلی از بناگوش دررفته، آبدارخانهٔ گل‌آقا را اداره می‌کرد و برای او چای دبش دیشلمه می‌آورد. همچنین به خوردن قوت غیر معروف بوده تا آنجا که هیچ‌گاه از سفرهٔ خود غذا تناول نمی‌کرده. هر از گاهی به‌وسیلهٔ عصای گل‌آقا مورد تنبیه واقع و سبیلش نیز دود داده می‌شد.
شاغلام ظاهراً فاقد هرگونه سواد سیاسی بود. گاه شاغلام از پاسخ پرسش‌های گل‌آقا درمی‌ماند که در این مواقع به لقب «زبان بسته» نیز مفتخر می‌گردید.
شاغلام در ضمن دوست دوران کودکی و رفیق گرمابه و گلستان گل‌آقا بوده‌است.
کیومرث صابری فومنی که خالق این شخصیت‌ها بود، اعتقاد داشت که محبوبیت شخصیت شاغلام از محبوبیت شخصیت گل‌آقا بیشتر بوده‌است.
گاهی در غیبت گل‌آقا، شاغلام همهٔ امور آبدارخانه را بر عهده می‌گرفت و حتی سرمقاله از زبان وی نوشته می‌شد. این در مواقعی بود که قرار بود انتقاد تندی در قالب طنز صورت پذیرد و چنین انتقادی از زبان شاغلام عوام خطر کمتری داشت.
در نخستین جشنوارهٔ فیلم طنز گل‌آقا، افرادی چون حمید جبلی، مرضیه برومند و فیروز کریمی، موفق به دریافت جایزهٔ ویژهٔ این جشنواره، یعنی «سینی شاغلام‌نشان» شدند.